# أرتور فاغاردو
أرتور فاغاردو (بالإسبانية: Arturo Fajardo)‏ هو كاهن كاثوليكي أوروغواياني، ولد في 17 يوليو 1961 في آيغوا ‏ في الأوروغواي.